# Elizabeth Throsby
Pour les articles homonymes, voir Broughton et Throsby.
Elizabeth Isabella "Betsey" Throsby, née Broughton (4 février 1807 - 14 janvier 1891), est une survivante australienne du massacre du Boyd de 1809.
Née sur l'île Norfolk, elle a deux ans lorsqu'elle quitte Sydney avec sa mère sur le Boyd (en), à destination de l'Angleterre, via la Nouvelle-Zélande. Pendant le voyage, une dispute éclate entre le capitaine anglais du navire et un passager Maori qui rentre chez lui à Whangaroa Harbour (en). Une fois sur place, sa tribu apprend que le capitaine le maltraitait et cherche à se venger en assassinant et dévorant la plupart des 70 passagers et membres d'équipage, dont la mère de Throsby. Elizabeth Throsby et trois autres survivants sont secourus quelques semaines plus tard par le marchand et explorateur Alexander Berry (en), qui les emmène en Amérique du Sud. Elle y reste pendant près d'un an jusqu'à ce qu'un baleinier l'emmène à Sydney pour retrouver son père.
Elle se marie à la fin de son adolescence et élève une grande famille à Throsby Park (en), au sud de Sydney, où elle reste jusqu'à la fin de sa vie.

## Naissance - Famille
Elizabeth Broughton est née le 4 février 1807 sur l'île Norfolk, alors une colonie pénale de la Nouvelle-Galles du Sud et dorénavant un territoire extérieur de l'Australie. Elle est la plus jeune des cinq enfants de l'Anglais William Broughton et de son épouse de fait, la condamnée déportée, Ann Glossop, née à Londres, d'origine galloise,. 
Né à Chatham, dans le Kent, en 1768, William se rend en Nouvelle-Galles du Sud, en 1787, à bord de la Charlotte (en), navire de transport de bagnards de la First Fleet, en tant que serviteur libre de John White, le premier chirurgien général de la colonie. À leur arrivée à Botany Bay, Sydney, le 20 janvier 1788, Broughton et White chargent un prisonnier du navire, Thomas Barrett (en), de frapper pour chacun d'eux un médaillon (en) pour commémorer le voyage. Broughton fournit à Barrett le métal et les outils de gravure, ainsi que les coordonnées du navire pour l'enregistrement. Les deux médaillons sont considérés comme les premières œuvres de l'art colonial australien.
En 1792, alors qu'il travaille comme magasinier à Parramatta, William Broughton rencontre Ann Glossop, qui avait été transportée dans la colonie cette année-là à bord du Pitt (en).
Ils s'installent sur l'île de Norfolk, en 1800, lorsqu'il en devient le commissaire adjoint par intérim. Dans le sillage de la Révolte du rhum, de 1808, ils retournent à Sydney, où Broughton remplace John Palmer (en), fidèle à William Bligh, en tant que commissaire de la Nouvelle-Galles du Sud.

## Massacre du Boyd et sauvetage
Le Boyd (en), un navire de transport de prisonniers, commandé par John Thompson, arrive à Sydney, en provenance d'Irlande, en août 1809. Deux mois plus tard, il est affrété par l'ex-détenu Simeon Lord (en), pour transporter des peaux de phoque vers l'Angleterre. En chemin, le Boyd doit faire escale en Nouvelle-Zélande pour compléter la cargaison avec des écorses de kauri, mais aussi pour déposer plusieurs jeunes Maoris à Whangaroa Harbour (en), dont Te Ara, le fils d'un chef Ngāti Uru (en). Parmi les passagers à destination de l'Angleterre se trouvent Ann Glossop, alors émancipée, et Elizabeth, âgée de deux ans, qui vraisemblablement vont rendre visite à leurs frères et sœurs qui y avaient été envoyés pour leur éducation,. Pendant le voyage, Thompson, fraîchement arrivé d'Angleterre et ignorant apparemment les coutumes des Maoris, traite Te Ara comme un simple membre d'équipage et exige qu'il travaille, lors de son passage, en tant que marin.
Lorsque Te Ara ne s'exécute pas, soit pour cause de maladie, soit parce qu'il croit que, en tant que rangatira, ce travail est indigne de lui, il est privé de nourriture et fouetté, punitions courantes infligées aux marins britanniques, à l'époque. Cela porte atteinte à sa mana (dignité), qui, dans la culture des Maoris, se heurte à la réponse attendue du utu (vengeance).

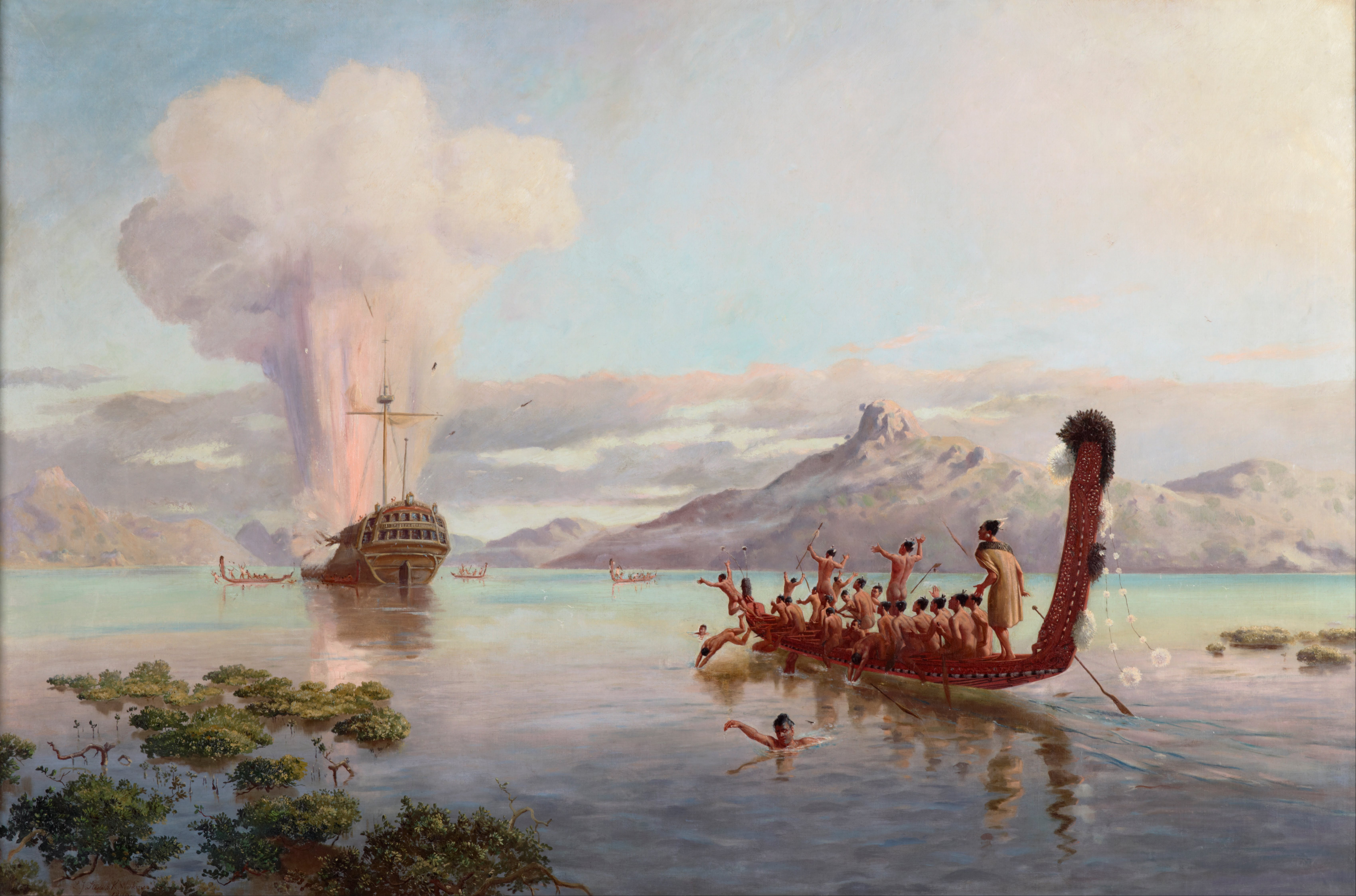
The Blowing Up of the Boyd de Louis John Steele (1889).

Le Boyd atteint Whangaroa, en décembre, et la tribu de Te Ara apprend rapidement ses punitions. Cela ne fait qu'approfondir leur désir de utu, car ils se méfient des Européens depuis que l'escale d'un autre navire, en 1808, avait provoqué une épidémie mortelle chez les Maoris, qu'ils croyaient être une malédiction. Ignorant les ressentis locaux, Thompson et plusieurs membres d'équipage débarquent et partent à la recherche de kauri, dans le port, où ils sont assassinés et cannibalisés par les Maoris locaux. Puis, à la nuit tombée, les Maoris attaquent le Boyd, assassinant puis dévorant la plupart des 70 passagers et membres d'équipage restants, dont Ann Glossop. Elizabeth est l'une des quatre passagers à avoir survécu au massacre. Le lendemain, le Boyd brûle dans l'eau après que sa soute de poudre ait été accidentellement enflammée, provoquant une explosion massive qui tue un certain nombre de Maoris qui pillent alors le navire, dont le père de Te Ara. Le chaos qui s'ensuit déclenche une guerre civile à Whangaroa.
Trois semaines après le massacre, le marchand et explorateur Alexander Berry (en) fait escale à la baie des Îles, avec son navire, le City of Edinburgh, également en quête d'écorces. Auparavant, Berry avait déjà rencontré Elizabeth, alors qu'elle était bébé, et il s'était lié d'amitié, avec son père, en 1808, alors qu'il déménageait sa famille, de l'île de Norfolk à Sydney, sur le City of Edinburgh. Après avoir appris le massacre, Berry réussit à obtenir la libération des survivants, en capturant et en rançonnant deux chefs Maoris.
Elizabeth, la dernière survivante à être secourue, est en la possession d'un chef Maori, peut-être celle de Te Pahi (en) et elle est « très émaciée », vêtue seulement d'une chemise en lin et avec des plumes blanches ornant ses cheveux « à la mode de la Nouvelle-Zélande ». Bien que le Maori ait promis à Berry de livrer Elizabeth en toute sécurité, il semble réticent à l'abandonner, et ne lui livre l'enfant, de deux ans, qu'après un « retard considérable ». Quand Elizabeth est transportée, par Berry, jusqu'au bateau, elle se met à pleurer pour sa « maman ».
Le City of Edinburgh part pour le Cap de Bonne-Espérance, via le cap Horn, début janvier 1810 avec Elizabeth et les trois autres survivants comme passagers,. En février, le navire perd, dans une tempête, ses voiles et son gouvernail, puis il dérive dans les glaces du sud et près de la Terre de Feu, jusqu'à ce qu'il entre mollement dans le port chilien de Valparaíso, en mai,. Après avoir été réparé, le navire atteint Lima, au Pérou, en août, où pendant près d'un an, Elizabeth vit dans une famille espagnole tandis que Berry se remet financièrement de ce voyage périlleux. Les Espagnols s'attachent à Elizabeth et font de nombreuses demandes pour la garder, mais Berry se sent obligé de la ramener à son père. Ils s'embarquent pour Rio de Janeiro, à la fin de 1811 ; à cette époque, Elizabeth ne parle que l'espagnol, et ne parle plus l'anglais pendant un certain temps. À Rio de Janeiro, Berry trouve un baleinier des mers du Sud, l'Atlanta, à la veille de son départ pour Port Jackson. Le capitaine du baleinier se porte volontaire pour ramener Elizabeth chez elle et, le 19 mars 1812, elle retrouve son père à Sydney.

## Portrait de Richard Read

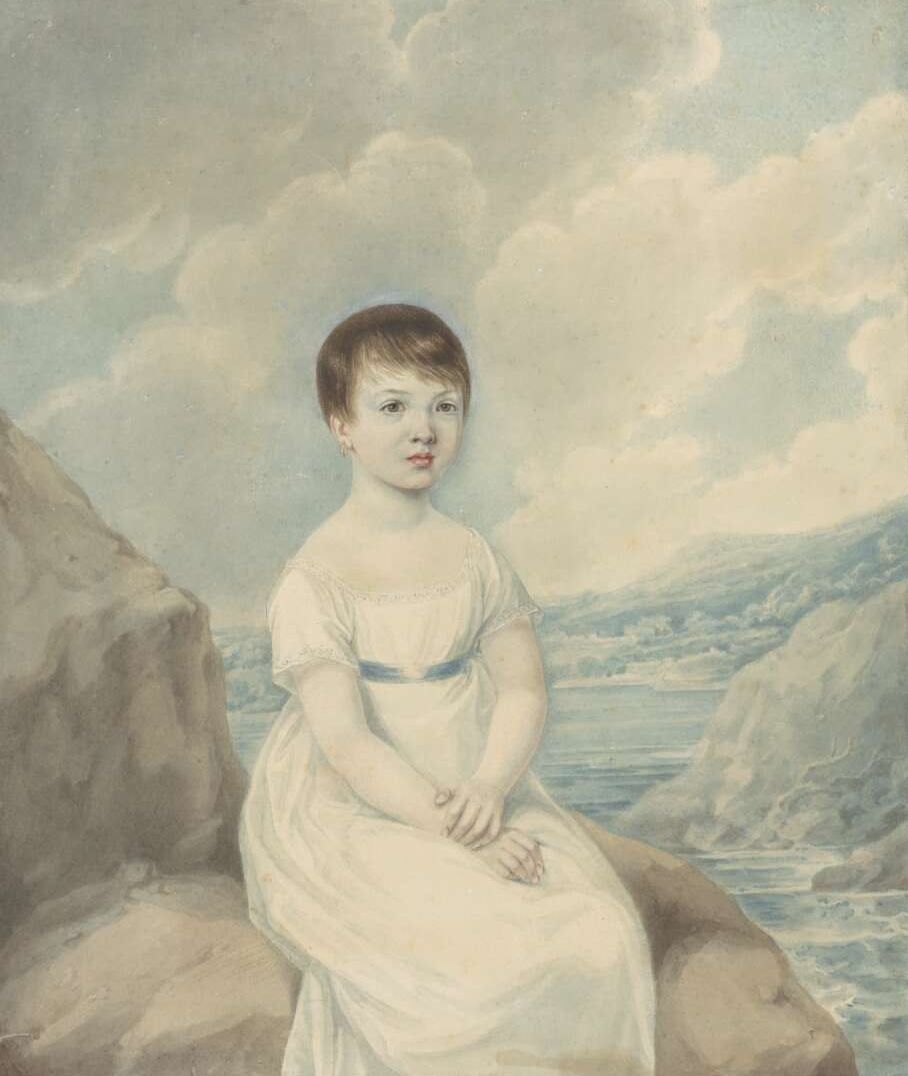
Richard Read, Portrait d'Elizabeth Isabella Broughton, âgée d'environ 7 ans, 1814 (Canberra, National Library of Australia)

William Broughton demande à Richard Read (en) de peindre un portrait d'Elizabeth, comme cadeau pour la famille qui l'avait soignée à Lima. Read est un artiste d'origine anglaise qui avait été envoyé en Nouvelle-Galles du Sud, pendant 14 ans, pour possession de faux billets de banque. Dans les deux mois qui suivent son arrivée à Sydney, en octobre 1813, il obtient un billet de congé (en) et fonde la première école de dessin d'Australie, à Pitt Street, en 1814, l'année où il peint le portrait d'Elizabeth. Il est considéré comme l'une des plus anciennes commandes de ce type dans la colonie et est l'un des plus anciens portraits d'un Européen, né en Australie.
Le portrait a été redécouvert, en Angleterre, au début des années 1950, par le collectionneur d'art Rex Nan Kivell (en), qui a trouvé au dos du cadre, une lettre de Broughton à la famille adoptive d'Elizabeth à Lima, les remerciant de « se distinguer noblement par leur humanité dans leur protection et leur traitement bienveillant de l'enfant ».
Kivell offre à la fois le tableau de Read et la lettre de Broughton à la bibliothèque nationale d'Australie.

## Vie ultérieure
De retour en Australie, Elizabeth grandit à Lachlan Vale à Appin, au sud de Sydney, son père ayant reçu la première concession de terre, dans la région, en 1811. Pendant l'absence d'Elizabeth et après la mort d'Ann Glossop, Broughton se marie et a des enfants avec la veuve Elizabeth Charlotte. En 1814, le meurtre d'un jeune Gundungurra, par un soldat à Lachlan Vale, déclenche une série de représailles qui culminent avec le massacre d'au moins 14 Aborigènes australiens sur et autour des terres de Broughton.
William Broughton attire ensuite la colère des colons qui cherchent à établir des relations raciales pacifiques dans la région, y compris Charles Throsby, un ardent défenseur des Aborigènes, depuis qu'il les a rencontrés lors de l'exploration des Plateaux du sud. Les Broughton et les Throsby se réconcilient, en 1824, lorsqu'Elizabeth, âgée de 17 ans, épouse le neveu de Charles Throsby, Charles Throsby Jr. Elizabeth déménage à Moss Vale pour vivre avec son mari à Throsby Park (en), concédé à Charles Throsby après sa retraite, en tant que chirurgien de la colonie pénitentiaire de Coal River (en). Throsby Jr prend en charge la gestion du domaine, après la mort de son oncle, en 1828. Les Throby deviennent des fermiers prospères et donnent naissance à une famille nombreuse de dix-sept enfants. En 1836, ils achèvent la construction de la première ferme de Throsby Park, aujourd'hui inscrite au registre du patrimoine de l'État de Nouvelle-Galles du Sud (en). En 1839, Alexander Berry se rend à Throsby Park pour voir Elizabeth et ses enfants. Il écrit : « Je peux presque être considéré comme le grand-père constructif des petits lutins ». Berry voit également Elizabeth répondre à la question « cruelle mais intéressante », si elle se souvient de la mort de sa mère :

« Son expression du visage, ... prenait l'apparence de la mélancolie la plus profonde ; et, sans prononcer un mot, elle avait l'habitude de passer sa main sur sa gorge. En réponse à d'autres questions, elle disait, à chaque apparition du sentiment le plus douloureux, que [le Maori] la découpait ensuite, la cuisinait et la mangeait comme des victuailles. »

Les Throsby réussissent à surmonter la dépression des années 1840 et, en 1845, Throsby Jr finance la construction de l'église du Christ à Bong Bong (en), près de Moss Vale. Ils connaissent également un certain nombre de tragédies personnelles, au cours de cette période, trois de leurs enfants étant morts peu après. Charles Throsby Jr meurt en 1854, ce qui rend Elizabeth veuve, à l'âge de 47 ans. Ses deux fils aînés meurent en 1859 et 1860, et, en 1866, seuls douze de ses enfants sont encore en vie. À peu près à cette époque, elle décide de louer Throsby Park, entre autres, au comte de Belmore, gouverneur de la Nouvelle-Galles du Sud, dont la résidence dans la région devient un lieu de vacances populaire.
Très pieuse, Elizabeth chérit et fréquente régulièrement l'église construite à la demande de son défunt mari, et en 1884, elle finance les rénovations de son intérieur. Après quelques mois de maladie, Elizabeth meurt à Throsby Park, le 14 janvier 1891, à l'âge de 83 ans, et est enterrée dans le cimetière à côté de l'église. Son service funèbre est accompagné par cinquante véhicules dans le cortège et est conduit par trois ecclésiastiques, en présence de personnes en deuil, venues de toute la Nouvelle-Galles du Sud.
Une nécrologie se souvient d'Elizabeth Throsby comme « une femme très active et, jusqu'à une date très récente, elle a toujours apprécié ses trajets quotidiens dans et autour de Moss Vale ». Elle est la seule survivante du massacre de Boyd connue à avoir des descendants vivants.